# Васюник, Игорь Васильевич
Игорь Васильевич Васюник (укр. Ігор Васильович Васюник; род. 1 августа 1969, Великий Любень, Львовская область) — украинский политик, предприниматель. Народный депутат Украины VII и VIII созывов (2012—2019). Являлся членом партии «Народный фронт». Депутат Львовского областного совета (2006—2010).

## Биография
Родился 1 августа 1969 года посёлке Великий Любинь Городокского района Львовской области в семье украинцев Василия Григорьевича (род. 1933) и Анны Григорьевны (род. 1940). Кроме него в семье было два брата. Старший брат — Иван Васильевич Васюник (род. 1959), являлся вице-премьер-министром Украины с 2007 по 2010 год.
В 1986 году окончил Великолюбинскую среднюю школу. После чего поступил на экономический факультет Львовского государственного университета имени Ивана Франко. С 1988 по 1989 год проходил срочную службу в рядах советской армии. В 1992 году окончил университет.
Трудовую деятельность начал в 1992 году, экономистом отдела внешнеэкономической деятельности на Львовской кондитерской фирме «Свиточ». В 1993 году стал генеральным директором предприятия СКВ, в 1995 году — фирмы «Укра-Агра», а в 1997 году — Регионального сельскохозяйственного кооператива. С 1998 по 2002 год являлся директором предприятия «Лигурт». В 1998 году по специальности менеджмент организаций окончил Львовский институт менеджмента.
В 2002 году стал директором Львовского винодельческого завода Министерства сельского хозяйства и продовольствия Республики Молдавия. С 2005 по 2006 год работал в НАК «Нафтогаз Украины», где в разное время занимал должности начальника департамента материально-технического снабжения и реализации продукции собственного производства, заместителя председателя правления и первого заместителя председателя правления. В 2007 году по специальности государственное управление окончил Академию государственного управления при Президенте Украины. С 2007 по 2009 год являлся председателем наблюдательного совета в «Укркорпинвесте».
В 2009 году был назначен представителем Украинских железных дорог в Кабинете министров Украины. В 2010 году некоторое время являлся заместителем начальника управления по производству в Управлении промышленных предприятий государственной администрации железнодорожного транспорта Украины. После этого, с 2010 по 2012 год, занимал должность председателя наблюдательного совета в «Укркорпинвесте».

### Политическая деятельность
На местных выборах 2006 года был избран депутатом Львовского областного совета от блока «Наша Украина». В 2012 году стал заместителем председателя во львовском областном отделении «Фронта перемен». На парламентских выборах 2012 года баллотировался от партии «Батькивщина» по 117 округу (Львовская область), и был избран народным депутатом Украины. В парламенте являлся членом комитета по вопросам топливно-энергетического комплекса, ядерной политики и ядерной безопасности. В ходе Евромайдана являлся сторонником антиправительственных сил.
На досрочных парламентских выборах 2014 года был избран по спискам «Народного фронта». В Верховной раде стал первым заместителем председателя комитета по вопросам транспорта. В январе 2015 года стал сопредседателями межфракционного объединения «Львовщина».
Накануне местных выборов 2015 года заявил о своём желании побороться за кресло главы Львова. Во время предвыборной кампании он использовал слоган «Есть два Львова. Один — напоказ, второй — для нас». В первом туре выборов Васюник занял седьмое место, набрав 3,2 % голосов избирателей. Во втором туре политик объявил о своей поддержке кандидата Руслана Кошулинского от ВО «Свобода». В 2020 году Васюник вновь баллотировался на выборах главы Львова и занял в первом туре шестое место с 2,96 % голосами избирателей. Во втором туре выборов поддержал Олега Синютку (Европейская солидарность).

### Общественная деятельность
В 1990 году Васюник основал благотворительный фонд «Гуманитарные инициативы». Является членом наблюдательного совета Львовской академии искусств и Общественного совета «Святой Юр». После начала вооружённого конфликта на востоке Украины создал Центр правовой помощи участников АТО. Сооснователь фестиваля современной украинской музыки — «Украинская песня / Ukrainian Song Project».

## Состояние
Васюник владеет санаторием «Шацкие озёра» в Волынской области, строительными компаниями «Национальный-1» и «Строительная керамика Львова».

## Личная жизнь
Супруга — Оксана Ярославовна Васюник (род. 1971), являлась главным аудитором «Кредит-Банка» во Львове. Дочь — Олеся Игоревна Васюник (род. 1992). Сын — Тарас Игоревич Васюник (род. 1993).